# Lista femeilor scriitoare de cântări
Următoarea este o listă a femeilor scriitoare de cântări sau imnograf, în ordinea anului nașterii.

## Înainte de 1000
- Sfânta Casiana (n. c. 805-810 Constantinopol –  d. 867, Casos)[1]

## 1000-1100
- Héloïse (alte nume necunoscute) (n. 1090–97 – d. 16 mai 1163/4)[2]
- Hildegard de Bingen (n.1098, Bermersheim vor der Höhe –  d. 17 septembrie 1179, Bingen am Rhein)

## 1200-1300
- Mechthild de Magdeburg (ca. 1207 –  ca. 1282)[3]

## 1300-1400
- Iuliana din Norwich (1342 - ca. 1416)[4]

## 1500-1600
- Tereza de Avila (n. 28 martie 1515, Gotarrendura, Avila, Spania –  d. 4 octombrie 1582, Alba de Tormes)[5]
- Christine din Hesse (n. 29 iunie 1543, Kassel  – d. 13 mai 1604, Kiel)

## 1600-1700
- Contesa Emilie Juliane de Barby-Mühlingen (1637 – 1706)
- Jeanne Marie Guyon (n. 16 aprilie 1648, Montargis, Franța – d. 9 ianuarie 1717)[6]
- Elizabeth Singer Rowe (n. 11 septembrie 1674Ilchester, Somerset –  d. 20 februarie 1737, Frome, Somerset)[7]
- Catharina von Schlegel (1697 –  după 1768)

## 1700-1750
- Anna (Schindler) Dober (n. 9 aprilie 1713, Kunewald, lângă Fulneck, Moravia,  –  d. 12 decembrie 1739, Marienborn, lângă Büdingen)[8]
- Anna Nitschmann (n. 24 noiembrie 1715 –  d. 21 mai 1760)[9]
- Anne Steele (1717 – 1778)
- Henriette Luise von Hayn (n. 22 mai 1724 – d. 27 august 1782)[10]
- Birgitte Katerine Boye (n. 7 martie 1742, Gentofte, Danemarca – d. 17 octombrie 1824)[11]
- Anna Letitita Barbauld (n. 20 iunie 1743, Kibworth Harcourt, Leicestershire – d. 9 martie 1825, Stoke Newington, Londra, )[12]

## 1750-1800
- Joanna Southcott (n. 25 aprilie 1750 Taleford, lângă Ottery St Mary, Devon –  d. 27 decembrie 1814, Londra )[13]
- Judith Sargent Murray (n. 1 mai 1751, Gloucester, Massachusetts – d. 9 iunie 1820, Natchez, Mississippi ) [14]
- Susanna Harrison (n. 1752 – d. 3 august 1784, Ipswich) [15]
- Helen Maria Williams (n. 17 iunie 1759, Londra – d. 15 decembrie 1827, Paris) [16]
- Harriet Auber (n. 4 august 1773, Spitalfields, Londra – d. 20 ianuarie 1862, Hoddesdon, Hertfordshire ) [17]
- Ann Griffiths (n. aprilie 1776, Llanfihangel, Montgomeryshire – d. august 1805, Llanfihangel) [18]
- Ann Taylor Gilbert (n. 30 ianuarie 1782, Islington, Londra – d. 20 decembrie 1866, Nottingham) [19]
- Phoebe Hinsdale Brown (n. 1 mai 1783, Canaan, statul New York – d. 10 octombrie 1861, Henry, comitatul Marshall, Illinois) [20]
- Jane Taylor (n. 23 septembrie 1783, Islington  – d. 13 aprilie 1824, Ongar, Essex) [21]
- Charlotte Elliott (1789 – 1871)
- Mary (MacDougall) Macdonald (n. 1789,  Ardtun, Isle of Mull – d. 21 mai 1872, Ardtun) [22]
- Sarah White Livermore (n. 20 iulie 1789, Wilton, New Hampshire – d. 3 iulie 1874, Wilton) [23]
- Penina Moise (n. 23 aprilie 1797, Charleston, Carolina de Sud  – d. 13 septembrie 1880, Charleston, Carolina de Sud ) [24]
- Abigail Bradley Hyde (n. 28 septembrie 1799, Stockbridge, Massachusetts  – d. 7 aprilie 1872, Andover, Connecticut) [25]
- Henrietta Joan Fry (n. 6 decembrie 1799, Bristol – d. 1860, Somerset) [26]

## 1800-1850
- Margaret Mackay (n. 1802, Inverness, Scoția – d. 5 ianuarie 1887)[27]
- Sarah Flower Adams (n. 22 februarie 1805, Great Harlow, Essex – d. 14 august 1848, Londra)[28]
- Harriet Burn McKeever (n. 28 august 1807, Philadelphia, Pennsylvania – d. 7 februarie 1886 sau 1887, Chester, Pennsylvania)[29]
- Margaret Cockburn-Campbell (n. 180 8– d. 6 februarie 1841, Alphington, lângă Exeter, Devonshire)[30]
- Eliza Westbury (n. 1808 (Baptized 22 mai), Hackleton, Northamptonshire – d. 11 aprilie 1828)[31]
- Julia Anne Elliott (n. 1809, Hallsteads, Watermillock, Ullswater – d. 24 octombrie 1841, England)[32]
- Anne Houlditch Shepherd (n. 11 septembrie 1809, Cowes, Isle of Wight – d. 7 ianuarie 1857, Blackheath, Kent)[33]
- Jane Crewdson (n. 22 octombrie 1809, Perran-ar-worthal, Cornwall – d. 14 septembrie 1863, Whalley Range, Manchester)[34]
- Catharine H. Esling (n.  12 aprilie 1812, Philadelphia, Pennsylvania – d. 6 aprilie 1897, Philadelphia)[35]
- Emma Leslie Toke (n. 9 august 1812, Holywood, lângă Belfast,  – d. 29 septembrie 1878, Ryde, Isle of Wight)[36]
- Lady Georgiana Charlotte (née Leveson-Gower) Fullerton (n. 23 septembrie 1812, Tixhall Hall, Staffordshire – d. 19 ianuarie 1885, Bournemouth, Hampshire)[37]
- Mary (Bowly) Peters (n. 17 aprilie 1813, Cirencester– d. 29 iulie 1856, Clifton, Bristol)[38]
- Jemima Luke (n. 19 august 1813, Londra– d. 2 februarie 1906, Newport, Isle of Wight)[39]
- Mary Duncan (n. 26 aprilie 1814 Kelso – d. 5 ianuarie 1840, Cleish, Kinross-shire)[40]
- Lucy Akerman (n. 21 februarie 1816, Wrentham, Massachusetts – d.  21 februarie 1874, Providence, Rhode Island)[41]
- Jane Montgomery Campbell (1817 – 1878)
- Elvina M. Hall (1818-1889)
- Elizabeth Payson Prentiss (n. 26 octombrie 1818, Portland, Maine – d. 13 august 1878, Dorset, Vermont)[42]
- Cecil Frances Alexander (1818 – 1895)
- Maria Frances Anderson (n. 30 ianuarie 1819, Paris, Franța – d. 13 octombrie 1895, Rosemont, Pennsylvania, U.S.)[43]
- Julia Ward Howe (n. 27 mai 1819, New York – d. 17 octombrie 1910, Portsmouth, Rhode Island )[44]
- Mary Fawler Maude (n. 25 octombrie 1819, Londra – d. 30 iulie 1913, Overton, Cheshire)[45]
- Fanny Crosby (1820 – 1915)
- Anne Thorton Brontë (n. 17 ianuarie 1820 lângă Bradford, Yorkshire – d. 28 mai 1849, Scarborough, Yorkshire)[46]
- Eliza F. Morris (n. 1821, Londra– d. 1874, Malvern Link, Worcestershire)[47]
- Eliza Scudder (n. 1821, Barnstable, Massachusetts – d. 1896, Salem, Massachusetts)
- Charlotte Maria Tucker (n. 8 mai 1821 Friern Hatch, Barnet – d. 2 decembrie 1893, Amritsar, India)[48]
- Martha Matilda Stockton (n. Washington, North Carolina, 12 iunie 1821– d. Camden, New Jersey, 18 octombrie 1885)[49]
- Anna Laetitia Waring (1823 – 1910)
- Anne Ross Cundell Cousin (n. Hull, Yorkshire, 27 aprilie 1824– d. Edinburgh, 6 decembrie 1906)[50]
- Adelaide Anne Procter (n. Londra, 30 octombrie 1825– d. Londra, 2 februarie 1864)[51]
- Julie Hausmann (n. Riga, Latvia, 7 martie 1826– d. Wösso (în prezentVõsu, Estonia), 15 august 1901)[52]
- Mary Shekleton (n., place and date unknown, 1827– d. Dublin, 28 septembrie 1883)[53]
- Anna Bartlett Warner (n. New York, 31 august 1827– d. Constitution Island, 22 ianuarie 1915)[54]
- Emma Frances Shuttleworth Bevan (n. Oxford, 25 septembrie 1827– d. Cannes, Franța, 15 martie 1909)[55]
- Catherine Winkworth (1827 – 1878)
- Emily Sullivan Oakey (n. Albany, New York, U.S., 1829– d. Albany, 1883)
- Christina Rossetti (1830 – 1894)
- Elizabeth Cecilia Douglas Clephane (n. Edinburgh, 18 iunie 1830– d. Melrose, Roxburghshire, 19 februarie 1869)[56]
- Adelaide Thrupp (n. Londra, 1831– d. Guildford, Surrey, 1908)[57]
- Mary Bynon Reese (n. Pittsburgh, Pennsylvania, iunie 27, 1832– d. Everett, Washington, 8 februarie, 1908)[58]
- Lina Sandell-Berg (n. 3 octombrie 1832– d. 27 iulie 1903)[59]
- Mary Ann Sidebotham (n. Londra, 31 iulie 1833– d. Ryde, Isle of Wight, 20 februarie 1913)[60]
- Marianne Farningham (n. Farningham, Kent, 17 Dec 1834– d. Barmouth, Merioneth, Wales, 16 martie 1909)[61]
- Eleonore (née Gräfin [Countess] zu Stolberg-Werningerode Reuss (n. Gedern am Vogelsberg, Hesse, 20 februarie 1835– d. Schloss Ilsenberg, lângă Bad Harzburg, 18 septembrie 1903)[62]
- Annie Sherwood Hawks (n. Hoosick, New York, 25  sau  28 mai 1835  sau  1836– d. Bennington, Vermont, 3 ianuarie 1918)[63]
- Frances Ridley Havergal (1836 – 1879)
- Annie Louisa Coghill (n. Brewood, Staffordshire, 23 iunie 1836– d. Bath, Somerset, 7 iulie 1907)[64]
- E. S. Elliott (n. Brighton, Sussex, 22 iulie 1836– d. Londra, 3 august 1897)[65]
- Elizabeth Wordsworth (n. Harrow, Middlesex, 22 iunie 1840– d. Oxford, 30 noiembrie 1932)[66]
- Mary Artemisia Lathbury (1841-1913)
- Mary "May" Butler (n. 1841, Langar, lângă Bingham, Nottinghamshire– d. Shrewsbury, Shropshire, 6 ianuarie 1916)[67]
- Ella Sophia Armitage (n. Liverpool, 3 martie 1841– d. Leeds, 20 martie 1931)[68]
- Clara H. Scott (n. Elk Grove, Cook County, Illinois, 3 decembrie 1841– d. Dubuque, Iowa, 21 iunie 1897)[69]
- Isabella Stephana Stevenson (n. Cheltenham, Gloucestershire, 31 iulie 1843– d. Cheltenham, 28 aprilie 1890)[70]
- Lady Victoria Cecil Evans-Freke Carbury (n. 6 noiembrie 1843– d. 22 februarie 1932)[71]
- Annie Herbert Barker (n. Leon, New York State, 1844– d. San Rafael, California, 21 ianuarie 1932)[72]
- Constance Headlam Coote (n. Tunbridge Wells, Kent, 30 decembrie 1844– d. Tunbridge Wells, 16 august 1936)[73]
- Harriet Reynolds Krauth Spaeth (n. Baltimore, Maryland, 21 septembrie 1845– d. Philadelphia, Pennsylvania, 5 mai 1925)[74]
- Jean Sophia Pigott (n. Leixlip, Ireland, 1845– d. Leixlip, Ireland, 1882)[75]
- Bessie Porter Head (n. 1849/1850, exact date unknown– d. Wimbledon, Surrey, 28 iunie 1936)[76]
- Caroline Maria Noel (n. Teston, Kent, England, 10 aprilie 1817– d. St. Marylebone, Middlesex, England, 7 decembrie 1877)[77]

## 1850-1900
- Eliza Edmunds Hewitt (n. 28 iunie 1851, Philadelphia, Pennsylvania – d.  24 aprilie 1920, Philadelphia)[78]
- Ellen Lakshmi Goreh (n.11 septembrie  1853, Benares (în prezent Varanasi), India– d. 1937, Kanpur[79]
- Carrie Elizabeth Ellis Breck (n. 22 ianuarie 1855, Walden, Vermont– d. 27 martie 1934, Portland, Oregon)[80]
- Geneviève Mary Irons (n. 28 decembrie 1855, Brompton, Londra – d. 13 decembrie 1928, Eastbourne, Sussex)[81]
- Dorothy Frances Blomfield Gurney (n. Londra, 4 octombrie 1858– d. Londra, 15 iunie 1932)[82]
- Eleanor Henrietta Hull (n. Cheetham, Manchester, 15 Jan 1860– d. Wimbledon, Surrey, 13 Jan 1935)[83]
- Ada Rundall Greenaway (1861-1937)[84]
- Ada Ruth Habershon (n. Marylebone, Londra, 8 ianuarie 1861– d. Londra, 1 februarie 1918)[85]
- Lelia Morris (n. Pennsville, Ohio, 15 aprilie 1862– d. Auburn, Ohio, 23 iulie 1929)[86]
- Adelaide Addison Pollard (n. Bloomfield, Iowa, 27 noiembrie 1862– d. New York City, 20 decembrie 1934)[87]
- Jessie Adams (n. Ipswich, Suffolk, 9 septembrie 1863– d. York, 15 iulie 1954)[88]
- Harriet (Hattie) Pierson (n. Canaan, New York, 1865– d. Sagaponack (a village in the Town of Southampton), New York, 25 februarie 1921)[89]
- Civilla Durfee Holden Martin (n. Jordan, Nova Scotia, 21 august 1866– d. Atlanta, Georgia, 9 martie 1948)[90]
- Amy Carmichael (n. Millisle, Co Down, Ireland (later Northern Ireland), 16 decembrie 1867– d. Tirunelveli, India, 18 ianuarie 1951)[91]
- Laura L. Copenhaver (n. Columbus, Texas, 29 august 1868– d. Rosemont, Marion, Virginia, 18 decembrie 1940)[92]
- Alda Marguerite Milner-Barry (n. Scothorne (în prezent Scothern), Lincolnshire, 18 august 1875 – d. 15 aprilie 1940)[93]
- Frances Whitmarsh Wile (n. Bristol Centre, New York, 2 decembrie 1878– d. Rochester, New York, 31 iulie 1939)[94]
- Mary E. Byrne (n. Dublin, Ireland, 2 iulie 1880– d. Dublin, 19 ianuarie 1931)[95]
- Eleanor Farjeon (n. Westminster, Londra, 13 februarie 1881– d. Hampstead, Londra, 5 iunie 1965)[96]
- Lucie Eddie Campbell-Williams (n. Duck Hill, Mississippi, 30 aprilie 1885– d. Nashville, Tennessee, 3 ianuarie 1963)[97]
- Anna Bernardine Dorthy Hoppe (n. Milwaukee, Wisconsin, 7 mai 1889– d. Milwaukee, 2 august 1941)[98]
- Mary Susannah Edgar (n. Sundridge, Ontario, 23 mai 1889– d. Toronto, 17 septembrie 1973)[99]
- Georgia Harkness (n. Harkness, New York (the town was named after her grandfather), 21 aprilie 1891)[100]
- Katherine Kennicott Davis (n. St Joseph, Missouri, 25 iunie 1892– d. Concord, Massachusetts, 20 aprilie 1980)[101]
- Maria Ferschl (n. Melk, Austria, 18 martie 1895– d. 10 aprilie 1982, Saulgau, Baden-Württemberg)[102]
- Avis Christiansen (1895-1985)
- Helen Kim (n. Inchon, Coreea, 27 februarie 1899 – d. 10 februarie 1970, Seoul, Coreea de Sud[103]

## 1900-1950
- Miriam (Leyrer) Drury (n. Santa Ana, California, 1900 – d. 1985, Pasadena, California)[104]
- Ruth Carter (n. Clapton, Londra, 22 august 1900 – d. 4 noiembrie 1982, Clacton, Essex )[105]
- Anastasia Van Burkalow (n. 16 martie 1911, Buchanan, New York – d. 14 ianuarie 2004, Wantage, New Jersey)[106]
- Maria Luise Thurmair (n. 27 septembrie 1912, Bozen, Süd Tirol, Austria (în prezent Bolzano, Alto Adige, Italia) – d. 24 octombrie 2005, Germering, München)[107]
- Pilar Manalo Danao (n. 10 martie 1914, Santa Ana, Manila – d. 26 noiembrie 1987)
- Honor Mary Thwaites (n. 21 septembrie 1914, Young, New South Wales, Australia – d. 24 noiembrie 1993, Canberra)[108]
- Anna Martina Gottschick (n. 29 septembrie 1914 Dresden – d. 8 noiembrie 1995, Kassel)[109]
- Margaret Clarkson (n. 17 martie 2008, Melville, Saskatchewan, Canada – d. 17 martie 2008, Toronto)[110]
- Olive Adelaide (Wise) Spannaus (n. 23 ianuarie 1916, St Louis, Missour i– d. 10 mai 2018, Seattle, Washington)[111]
- Audrey Mae Mieir (n. 12 mai 1916, Leechburg, Pennsylvania– d. 3 noiembrie 1996)[112]
- Doris Akers (n. 21 mai 1922, Brookfield, Missouri – d. 26 iulie 1995, Minneapolis, Minnesota)[113]
- Estelle White (n.  4 decembrie 1925, South Shields, County Durham (în prezent în Tyne and Wear) – d. 9 februarie 2011)[114]
- Alice Parker (n. 16 decembrie 1925, Boston)[115]
- Jane McAfee Parker Huber (n. 24 octombrie 1926, Jinan, China – d. 15 noiembrie 2008, Hanover, Indiana)[116]
- Mary Louise Enigson VanDyke (n.  28 februarie 1927, Rochester, Pennsylvania)[117]
- Catherine Cameron (n.  27 martie 1927 St John, New Brunswick, Canada)[118]
- Lois Clara Kroehler (n. 9 septembrie1927, Saint Louis, Missouri – d. 3 august 2019, Bremerton, Washington)[119]
- Dosia Carlson (n. 11 ianuarie 1930, Huron, South Sakota – d. 13 ianuarie 2021)[120]
- Cecily Taylor (n. 25 martie 1930, Coulsdon, Surrey)[121]
- Judith Beatrice O'Neill (n. 3 iunie 1930, Melbourne, Australia)[122]
- Natalie Sleeth (1930-2002)
- Shirley Murray (n. Invercargill, Noua Zeelandă, 31 martie 1931– d. 25 ianuarie 2020, Wellington, Noua Zeelandă)[123]
- Jocelyn Mary Marshall (n. 15septembrie1931 Morrinsville, Waikato, Noua Zeelandă)[124]
- Carol Owens (n. El Reno, Oklahoma, 30 octombrie 1931)[125]
- Marian Collihole (. Pontypridd, Wales, 14 august 1933[126]
- Dottie Rambo (n. Madisonville, Kentucky, 2 martie 1934– d. 11 mai 2008, Mount Vernon, Missouri)[127]
- Eluned (Cornish) Harrison (n. 19 decembrie 1934, Cardiff, South Wales)[128]
- Jill Jenkins (n. 14 octombrie 1937, Ealing, west Londra)[129]
- Miriam Therese Winter (n.  14 iunie 1938, Passaic, New Jersey)[130]
- Delores Dufner (n. 20 februarie 1939, lângă Buxton, North Dakota)[131]
- Alison Margaret Robertson (n. 22 februarie 1940, Glasgow )[132]
- Claire Cloninger (n. 12 august 1942, Lafayette, Louisiana – d. 15 august 2019)[133]
- Simei Monteiro (n. 28 decembrie 1943, Belém, Brazilia)[134]
- Ruth C. Duck (n. 21 noiembrie 1944 Washington D.C.)[135]
- Anna Briggs (n.15 februarie 1947, Newcastle upon Tyne)[136]

## 1950-prezent
- Kathy Galloway (n. 6 august 1952, Dumfries, Scoția) [137]
- Marnie Barrell (n. 30 decembrie 1952, Ashburton, Noua Zeelandă) [138]
- Susan Palo Cherwien (n. 4 mai 1954, Ashtabula, Ohio – d. 28 decembrie 2021) [139] [140]
- Mary Louise Bringle (n. 31 iulie 1953, Ripley, Tennessee) [141]
- Mary Yoke Thue Gan (n. 14 noiembrie 1954, Jasin, Melaka, Malaezia) [142]
- Sylvia Dunstan (n. 26 mai 1955, Simcoe, Ontario, Canada – d. 25 iulie 1993) [143]
- Elizabeth Smith (n.  27 februarie 1956, Stawell, Victoria, Australia) [144]
- Maggi Eleanor Dawn (n. 1959) [145]
- Geraldine Latty (n. 1963) [146]
- Darlene Joyce Zscech (n. 8 septembrie 1965, Brisbane, Queensland, Australia) [147]
- Kristyn Getty (n. 1980)
- Emma Turl (n. 1946) [148]